# Brahetrolleborg
Brahetrolleborg er et tidligere cistercienserkloster, som fra 1172 gik under navnet Holmekloster. Det skiftede i 1568 navn til Rantzausholm og har siden 1667 haft navnet Brahetrolleborg. Gården ligger i Brahetrolleborg Sogn, Sallinge Herred, Faaborg-Midtfyn Kommune. Hovedbygningen er opført i 1400-tallet, om- og tilbygget i 1585, 1620, 1768, 1868, 1871, 1919 og 1921.
I 1970'erne var der adgang til parken, men nu er alt utilgængeligt, bortset fra ved det årlige hesteskue i juli. Hovedbygningen blev skadet ved misforstået restaurering/ombygning i 1860'erne og er siden forsøgt reddet. Dog er bygningen nu i fremskredet forfald.
Brahetrolleborg Gods er på 2607 hektar med Brændegård.

## Historie
Cistercienserabbediet Holme Kloster var en aflægger af Herresvad Kloster i Skåne, for så vidt som det fik sine første munke herfra. Grundlæggelsesåret angives almindeligvis til 1172; 3 år senere eksisterede det i alt fald, thi da nævnes en abbed Thomas. Oprindelig var klosteret opført lige ved den skovkransede, fiskerige Nørresø, efter sigende på en mindre holm (deraf navnet og den latinske benævnelse for det: "Insula Dei", at denne har været den nu såkaldte "Rantzausholm", er dog vist meget tvivlsomt); men efter en brand 1243 flyttedes det til sin nuværende plads, skønt vistnok henhørende til de fornemmere abbedier har klosteret ikke nogen vidtløftig historie, og få af abbedernes navne er kendte; det havde et ret betydeligt jordtilliggende, som udgjorde et eget birk; 1288, 1324 og 1414 bekræftedes eller udvidedes dets privilegier; 1325 skænkede hertug Erik det en del gods for sjælemesser.
Ved Reformationen kom klosteret under Kronen og blev snart efter helt forladt af munkene; 1538 pantsattes det til Clemens v. d. Wisch; i 1540 købte Jakob Hardenberg til Hvedholm det af Kronen for 42.000 mark lybsk, hvorefter enken Sophie Lykke beholdt det til 1551, da Kronen fratog hende det; senere indehavdes det blandt andre af Eskil Gøye og Dronning Dorothea, under hvem Frands Brockenhuus var foged på gården.
I 1568 solgte Frederik II det for 55.000 rigsdaler til statholder i Hertugdømmerne Henrik Rantzau, som i skødet fik lov til at oprette gården under navn af Rantzausholm til et stamhus for sin mandlige slægt. Ved Henrik Rantzaus død 1598 tilfaldt Rantzausholm hans søn, statholder Breide Rantzau, død 1618, derefter hans søn Kai (død 1623), dennes broder Frands, der druknede 1632, Kai Rantzaus enke, den for sit forhold til prins Christians ilde bekendte Anne Lykke, der bragte den til sin mand Knud Ulfeld; efter hans barnløse død 1646 gik den over til hendes broder Frands Lykke, og fra ham til sønnen, den bekendte Kai Lykke, efter hvis domfældelse den blev inddraget af Kronen (det var på Rantzausholm, at Peder Børting, som var skyld i Kai Lykkes fald, var ridefoged og blev gift med Sophie Abelsdatter.
Frederik III mageskiftede den 1668 til Fru Birgitte Trolle, der den 2. februar 1672 oprettede Rantzausholm og Brendegaard til Baroniet Brahetrolleborg. Hendes bror og arving gehejmeråd Corfitz Trolle døde i 1684, og derfor arvede dennes søn, baron Frederik Trolle (død 1700), baroniet efter Fru Birgittes død 1687 (først 15. juni 1689 fik han dog privilegium på det). Han oprettede flere skoler på godset og skolelegater, hvilke sidste endnu bestod omkring år 1900. Da broderen Niels Trolle døde 1722 uden børn, faldt baroniet tilbage til Kronen. Den 28. december 1722 forlenede Frederik IV Brahetrolleborg til sin svoger, gehejmeråd grev Christian Ditlev Reventlow († 1738), tillige til Christianssæde, Krenkerup med mere. Fra ham gik baroniet over til sønnen Conrad Ditlev Reventlow (død 1750), dennes søn Christian Ditlev Reventlow (død 1759), derpå til dennes farbroder Christian Ditlev Reventlow (død 1775) og dennes søn Johan Ludvig Reventlow (død 1801), der har et udmærket navn som human og dygtig godsejer og befordrer af folkeoplysningen. Han begyndte sin virksomhed med at lade bønderne brænde træhest, skampæl osv., han indførte et udmærket skolevæsen, udskiftede hele baroniet og grundlagde den fortrinlige skovkultur, der gjorde Brahetrolleborg så berømt . Efter ham gik baroniet over til sønnen Ditlev Christian Ernst Reventlow, som døde barnløs i 1854, hvorefter det arvedes af dennes farbroders søn, F.C.O. Reventlow til Christianssæde (død 1875), hvis søn, hofjægermester C.E. Reventlow blev den senere besidder.

## Beskrivelse
Hovedbygningen består af 3 sammenbyggede, nu pudsede fløje, hvortil som omtalt kirken slutter sig som en 4., nordlige fløj. Den vestlige fløj, i 2 stokværk, er væsentlig en levning af klosteret (den har tidligere været længere og forbundet med kirken); den sydlige del af nederste stokværk er dækket med 2 rækker spidsbuede krydshvælvinger, i alt 8 fag, og under dette parti findes hvælvede kældere, hvori en oprindelig brønd; over den nordlige dør på fløjens østside sidder en sandstenstavle med indskrift til minde om gårdens overdragelse til Hans Rantzau i 1568. Den sydlige fløj, ligeledes i 2 stokværk, har i hvert fald under den vestlige del kældre med krydshvælvinger og stammer for denne dels vedkommende sikkert fra klostertiden; i øvrigt er den ombygget af Breide Rantzau i 1585, hvilket ses af en i nordmuren indsat tavle.
Den østlige fløj, i 3 stokværk, skal være opført 1620 af Kai Rantzau. Den har indkørselsport og to ottekantede tårne med kuppelformede spir (Spirene er senere tilføjede), det ene på det sydøstlige hjørne, det andet midt på vestsiden inde i gården. Ifølge en indskrift over porten blev bygningen restaureret 1768. Ved 1870 blev der i gårdens sydøstlige hjørne opført et firkantet trappehus og langs indersiden af den sydlige fløj en overdækket gang. En kampestensdøbefont fra den ældre middelalder, der før stod i kirken, er flyttet til Tirsted Kirke.
På Brahetrolleborg findes en ret anselig portrætsamling, der blandt andet indeholder portrætter af Henrik Rantzau, Christian III og dronning Dorothea, Frederik V og hans to dronninger, Johan Ludvig Reventlow og hustru Anna Sibylle Schubart (de to sidste malede af Juel), et omtvistet portræt af Kai Lykke og to af Ludvig XIV’s elskerinder; tillige en del møbler, der have tilhørt dronning Anna Sophie („Dronningens Stue"). Gravene mellem borggården og ladebygningerne, hvoraf nogle stamme fra Kai Lykkes tid, mens de andre er opførte i slutningen af det 18. århundrede, er delvis bevarede mod nord og øst.

## Haven
Den store, smukke, i engelsk stil anlagte have, gennem hvilken den lille, bugtede sø Mølledammen snor sig — over dens smalleste sted fører den hvide Højbro — har broer, springvand m.m. og mange sjældne træer, hvoraf nævnes en 40 fod høj Fagus silvatica var. pendula (hængebøg), en 50 fod høj Populus tremula (bævreasp) og en 35 fod høj Fraxinus excelsior.

### Mindesmærke
Ved haven blev der 14. september 1888 afsløret en mindestøtte (obelisk med portrætmedaillon) for Johan Ludvig Reventlow på hundredårsdagen efter, at 15 bønder på godset fik arvefæsteskøder.

## Ejere af Brahetrolleborg
- (1172-1536) Cistercienserordenen
- (1536-1541) Kronen
- (1541-1551) Jacob Hardenberg
- (1551-1568) Kronen
- (1568-1575) Henrik Rantzau
- (1575-1618) Breide Rantzau
- (1618-1623) Cai Breidesen Rantzau
- (1623-1632) Frants Breidesen Rantzau
- (1632-1635) Sophie Caisdatter Rantzau gift Ulfeldt
- (1635-1641) Anne Henriksdatter Lykke gift Rantzau
- (1641-1646) Frants Henriksen Lykke
- (1646-1661) Kai Frantsen Lykke
- (1661-1664) Kronen
- (1664-1667) Christoffer Gabel
- (1667-1687) Birgitte baronesse Trolle gift Brahe
- (1687-1700) Frederik baron Trolle
- (1700-1722) Niels baron Trolle
- (1722-1738) Christian Ditlev greve Reventlow
- (1738-1750) Conrad Ditlev greve Reventlow
- (1750-1759) Christian Ditlev greve Reventlow
- (1759-1775) Christian Ditlev greve Reventlow
- (1775-1801) Johan Ludvig greve Reventlow
- (1801-1828) Sybille Schubart gift Reventlow
- (1828-1854) Ditlev Christian Ernst greve Reventlow
- (1854-1875) Ferdinand Otto Carl greve Reventlow
- (1875-1929) Christian-Einar Ferdinand Ludvig Eduard lensgreve Reventlow
- (1929-1960) Lucie-Marie Ludovika Anastasia Adelheid Karola Hedevig komtesse Haugwitz-Hardenberg-Reventlow gift Reventlow
- (1960) Naka komtesse Reventlow gift Mourier
- (1960-1972) Erik Mourier
- (1972-2009) Ove Detlev Frederik Reventlow-Mourier
- (2009-) Catharina Reventlow-Mourier gift Bottke